# Basajaun
El basajaun (del basc basa: salvatge i jaun: home) és un personatge de la mitologia basca amb forma humana, el cos cobert de pèl i una cabellera molt llarga. Un dels seus peus té planta circular. Viu als boscos i cavernes. La seva dona és la Basandere.
Juntament amb Tartalo i els Gentils (o Jentil), forma part del grup de gegants de muntanya de la mitologia basca. És el geni protector dels ramats d'ovelles. Quan s'aproxima una tempesta o els llops, fa crits en la muntanya per tal que els pastors retirin el bestiar. Els ramats indiquen la seva presència fent sonar unànimement l'esquella.
Basajaun apareix de vegades en els relats com un geni terrorific de forces colossals, mentre que en d'altres apareix com el primer agricultor del qual els homes van aprendre a cultivar el blat. Als orígens, els Basajaun eren els posseïdors dels secrets de l'arquitectura i la vida sedentària, i fou el civilitzador Martin Txiki o Sant Martinic qui els arrabassà el secret per a divulgar-lo a la humanitat. Són generalment retratats com a personatges positius, que avisen amb xiulets quan s'apropa una tempesta i vigilen els ramats durant la nit perquè els pastors puguin dormir tranquils. A canvi, els Basajaun reben com a tribut un tros de pa que recullen mentre els pastors dormen.
Aquest ésser mitològic també existeix en la mitologia aragonesa de les valls de Tena, Ansó i Broto, on rep els noms de Basajarau, Bonjarau o Bosnerau.